# Windheim (Münnerstadt)
Windheim ist ein Gemeindeteil der Stadt Münnerstadt im unterfränkischen Landkreis Bad Kissingen in Bayern.

## Geographische Lage
Das Kirchdorf Windheim liegt westlich von Münnerstadt auf dem Quästenberg oberhalb des Tals der Fränkischen Saale.
Der Ort ist südwärts mit der Kreisstraße KG 20 nach Bad Bocklet und Burghausen verbunden. Nordostwärts lassen sich die Orte Roth an der Saale (Ortsteil von Bad Bocklet) und Reichenbach erreichen. Durch Windheim führt der Fränkische Marienweg.

## Geschichte
Erstmals erwähnt wurde der Ort im Jahre 1243, als Graf Hermann von Henneberg Güter an den Würzburger Fürstbischof verpfändete. Der Ortsname weist auf slawische Einwanderer hin, also eine Besiedlung im 9. Jahrhundert.
In der um 1820 neu errichteten Kirche Mariä Geburt befindet sich ein Gnadenbild der sitzenden Madonna mit Kind. Das Bild datiert aus den Jahren um 1340. Später war das Madonnenbild Ziel zahlreicher Wallfahrten. In der Kirchdorf gibt es neben der Kirche weitere sieben Objekte, die in der amtlichen Liste der Baudenkmäler eingetragen sind.
Am 1. Januar 1972 wurde Windheim im Zuge der Gebietsreform in Bayern nach Münnerstadt eingemeindet.

## Sonstiges
- Im Dorf steht ein Altenheim.
- Die Dorfmitte ziert eine jahrhundertealte Linde
- Es gibt eine Wirtschaft mit eigener Schnapsbrennerei.